# Michael IV. (Byzanz)

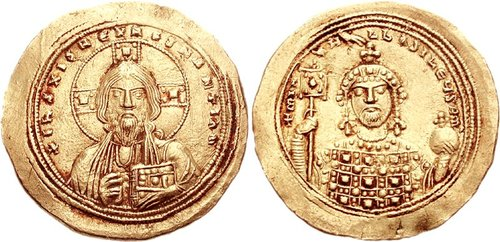
Histamenon Michaels IV.

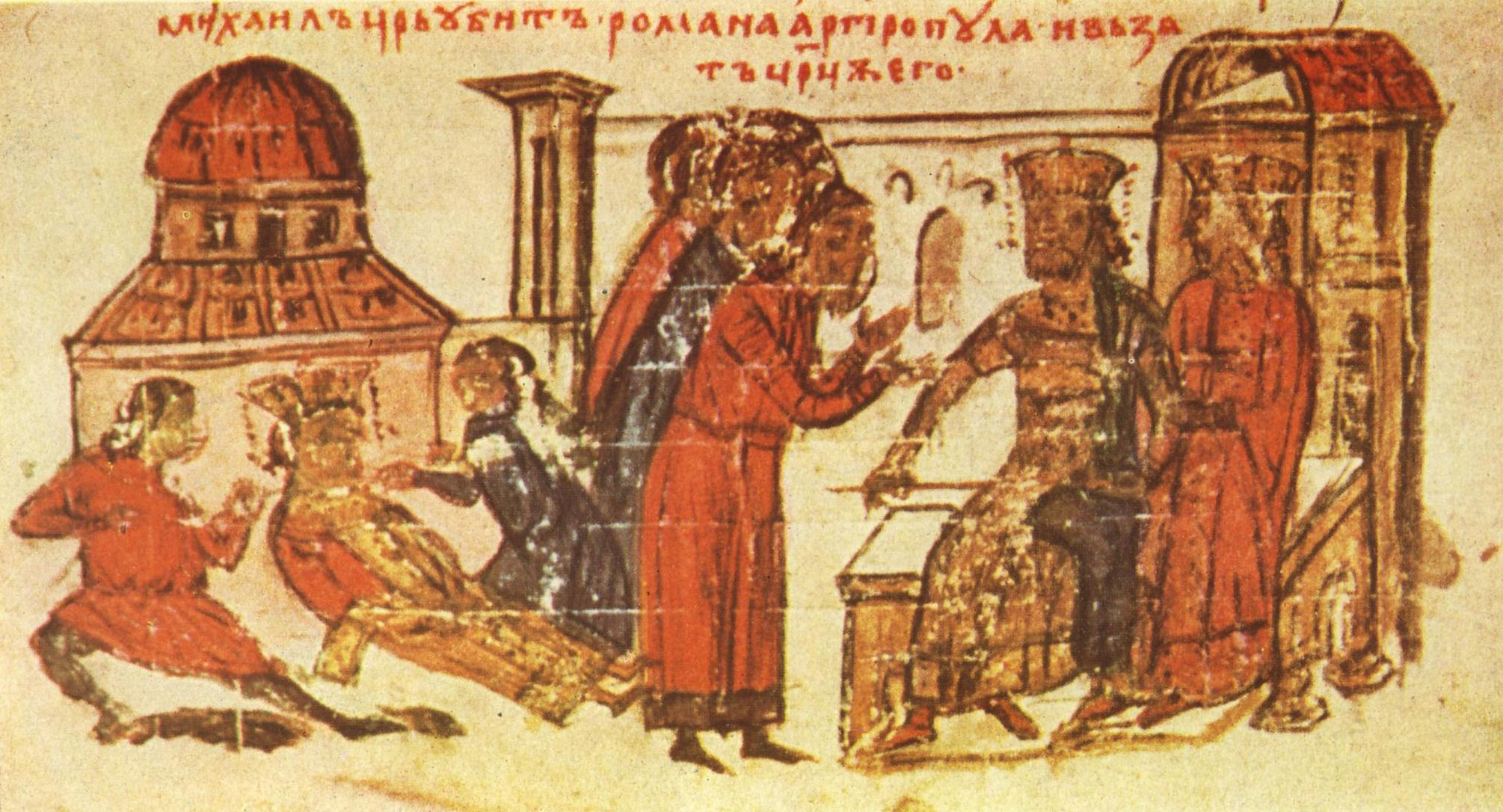
Miniatur 67 aus der Manasses-Chronik, 14. Jhd., Ermordung von Romanos III. auf Befehl Michaels IV.

Michael IV. der Paphlagonier (mittelgriechisch Μιχαὴλ Παφλαγών Michaēl Paphlagōn; * 1010; † 10. Dezember 1041 in Konstantinopel) war vom 11. April 1034 bis zu seinem Tod byzantinischer Kaiser.

## Leben
Michael entstammte einfachen Verhältnissen, jedoch hatte sein Bruder Johannes Orphanotrophos eine einflussreiche Stellung als Eunuch am Hof von Byzanz. Seine Erhebung verdankte er der Kaiserin Zoe, einer Tochter des Kaisers Konstantin VIII. und Ehefrau des Kaisers Romanos III.
Diese hatte vergeblich versucht, mit ihrem Ehemann Nachkommen zu zeugen. Dafür hatten die Herrscher auch Magier beauftragt, die der Fruchtbarkeit nachhelfen sollten. Alle Versuche verliefen jedoch erfolglos. Zoe wandte sich daraufhin dem jüngeren Michael zu, der einen schwachen Charakter hatte und an Epilepsie litt. Noch am selben Tag, an dem ihr Mann Romanos mutmaßlich durch Gift gestorben war (11. April 1034), heiratete Zoe ihren Kammerherrn.
Michael überließ die Regierung weitgehend seinem Bruder, dem Eunuchen Johannes Orphanotrophos, der bereits unter Konstantin und Romanos Minister gewesen war, und wohl auch Michael bei der Kaiserin eingeführt hatte, um seinen Einfluss zu sichern. In die Zeit seiner Regentschaft fällt die Schließung eines 30 Jahre währenden Friedens- und Unterstützungsvertrages mit dem Kalifat der Fatimiden von Ägypten (1037). Dadurch erhielt Michael die Erlaubnis, die Kirche des Heiligen Grabes in Jerusalem auf eigene Kosten renovieren zu lassen. Im Gegenzug gab Michael rund 5.000 muslimische Gefangene frei. Während seiner Regentschaft konnten die byzantinischen Truppen vorübergehend die Städte Messina (1037) und Syrakus (1040) auf Sizilien erobern. Auf dem Balkan gelang es seiner Armee zwar nicht, den Herrscher von Zeta zu bezwingen, jedoch den Aufstand in den bulgarischen Provinzen niederzuwerfen.
Seit seiner Thronbesteigung hatte sich Michaels Gesundheitszustand verschlechtert. Bei seiner Rückkehr aus Bulgarien war er schwer erkrankt und begab sich in das Kloster der Heiligen Brüder Cosmas und Damian in Konstantinopel. Zoe war gezwungen, den gleichnamigen Neffen ihres Mannes zu adoptieren, der nach dem Tod des Onkels 1041 neuer Kaiser wurde.